# Оризии
Оризии (лат. Oryzias) — род пресноводных рыб из семейства андрианихтиевых (Adrianichthyidae). Они обитают в ручьях, болотах, на рисовых полях, в пресных и солоноватых водах Японии, Китая, Филиппин, Индокитая, Индии и Индонезии. Некоторые виды широко распространены, и японская оризия (O. latipes) используется в науке как модельный организм, но другие имеют очень ограниченные ареалы и находятся под угрозой. Они небольшие, длиной до 8 см, и большинство из них скромно окрашены.
Название рода Oryzias является ссылкой на научное название риса, Oryza.
У них необычное репродуктивное поведение, при котором самка после оплодотворения икры некоторое время носит её на брюшных или анальном плавниках.
В отличие от карпозубых они обладают длинным анальным плавником и не выдвижной верхней челюстью.

## Виды
В настоящее время в этом роде 33 признанных вида:
- Oryzias asinua Parenti, Hadiaty, Lumbantobing & Herder, 2013[5]
- Oryzias bonneorum Parenti, 2008[2]
- Oryzias carnaticus Jerdon, 1849
- Oryzias celebensis M. C. W. Weber, 1894
- Oryzias curvinotus Nichols & C. H. Pope, 1927
- Oryzias dancena F. Hamilton, 1822
- Oryzias eversi Herder, Hadiaty & Nolte, 2012[4]
- Oryzias hadiatyae Herder & Chapuis, 2010[6]
- Oryzias haugiangensis T. R. Roberts, 1998
- Oryzias hubbsi T. R. Roberts, 1998
- Oryzias javanicus Bleeker, 1854
- Японская оризия[7] (Oryzias latipes) Temminck & Schlegel, 1846
- Oryzias luzonensis Herre & Ablan, 1934
- Oryzias marmoratus Aurich, 1935
- Oryzias matanensis Aurich, 1935
- Oryzias mekongensis Uwa & Magtoon, 1986[8]
- Oryzias melastigma McClelland, 1839
- Oryzias minutillus H. M. Smith, 1945
- Oryzias nebulosus Parenti & Soeroto, 2004[9]
- Oryzias nigrimas Kottelat, 1990
- Oryzias orthognathus Kottelat, 1990
- Oryzias pectoralis T. R. Roberts, 1998
- Oryzias profundicola Kottelat, 1990
- Oryzias sakaizumii T. Asai, Senou & K. Hosoya, 2012
- Oryzias sarasinorum Popta, 1905
- Oryzias setnai Kulkarni, 1940
- Oryzias sinensis Y. R. Chen, Uwa & X. L. Chu, 1989
- Oryzias soerotoi D. F. Mokodongan, Tanaka & Yamahira, 2014[10]
- Oryzias songkhramensis Magtoon, 2010
- Oryzias timorensis M. C. W. Weber & de Beaufort, 1922
- Oryzias uwai T. R. Roberts, 1998
- Oryzias wolasi Parenti, Hadiaty, Lumbantobing & Herder, 2013[5]
- Oryzias woworae Parenti & Hadiaty, 2010